# Ezt egy életen át kell játszani
Az Ezt egy életen át kell játszani Hevesi Tamás második albuma, mely Locomotiv GT dalokat tartalmaz. Az albumról ismertek lettek a Szólj rám, ha hangosan énekelek és az Embertelen dal feldolgozások, valamint az album címadó slágere, melyet Presser Gábor és Sztevanovity Dusán szereztek. A címadó dal vidám videóklipjét  Budapesten, a kispesti Wekerletelep közepén elhelyezkedő Kós Károly téren forgatták. Az album nagy sikert aratott, a MAHASZ album eladási listáján első helyezést ért el, majd 26 hétig szerepelt rajta.

## Dalok listája
1. A rádió 4:48
2. Szólj rám, ha hangosan énekelek 4:35
3. Mindenki másképp csinálja 5:30
4. Vallomás 4:00
5. Embertelen dal 4:30
6. Miénk ez a cirkusz 4:23
7. Mindenféle emberek 4:32
8. Kék asszony 3:44
9. Fiú 3:45
10. Ezt egy életen át kell játszani 5:00